# Lippisch P.13b
Lippisch P.13b là một mẫu máy bay tiêm kích trang bị động cơ phản lực luồng thẳng (ramjet) của Đức trong Chiến tranh Thế giới II, nó được Alexander Lippisch thiết kế vào tháng 12/1944. P.13b là phát triển thêm của mẫu tiêm kích động cơ ramjet Lippisch P.13a cánh tam giác. Buồng lái được dịch lên phần mũi của thân máy bay, ở phía trước cánh tam giác.
Cửa dẫn khí được đặt ở mỗi bên của buồng lái. Do sự thiếu hụt nhiên liệu của Đức ngày càng trầm trọng vào cuối chiến tranh, nên nó phải dùng than (hay bụi than non phủ parafin) làm nhiên liệu. Một buồng đốt dạng lục giác hoặc hình tròn đặt ở trung tâm máy bay, nó được làm từ gốm. Máy bay có thể đạt vận tốc trên 1200 km/h.
Khoảng 200 chiếc đã được chế tạo nhưng chưa kịp tham chiên thì Đức đã đầu hàng.
P.13b bị Mỹ tịch thu và chở về Mỹ như một chiến lợi phẩm vào cuối chiến tranh Thế giới II.